# Peter Atkins
Peter William Atkins (Amersham, 10 agosto 1940) è un chimico, saggista e divulgatore scientifico britannico, professore di chimica all'università di Oxford, autore prolifico di trattati universitari di chimica e saggi di divulgazione scientifica di grande successo.

## Biografia
Atkins ha studiato chimica all'università di Leicester, ottenendo la laurea di primo livello in chimica e nel 1964 il dottorato di ricerca per i suoi studi nel campo della risonanza paramagnetica elettronica e altri aspetti della chimica teorica. Nel 1969 ha vinto una medaglia da parte della Royal Society of Chemistry. Atkins ha insegnato chimica fisica presso l'Università della California - Los Angeles e in seguito presso il Lincoln College di Oxford, dove è stato ricercatore e docente fino al suo pensionamento nel 2007.
Atkins ha sposato Judith Ann Kearton nel 1964 da cui ha avuto una figlia, Juliet Louise Tiffany, nata nel 1970. La coppia ha divorziato nel 1973 e in seguito Atkins ha sposato la scienziata Susan Greenfield nel 1990, da cui ha poi divorziato nel 2003.
Atkins è anche noto per essere un convinto ateo, sostenitore delle teorie di Richard Dawkins. Sull'argomento Atkins ha scritto molti saggi e tenute molte lezioni, presso varie università, tese a dimostrare l'incompatibilità fra scienza e religione. Alcuni dei suoi lavori più celebri sull'argomento sono The Creation e Creation Revisited. Di lui Richard Dawkins ha detto: "Nessuno scienziato ha mai vinto il Nobel per la Letteratura. È tempo che questo accada e Peter Atkins è il mio candidato".

## Opere

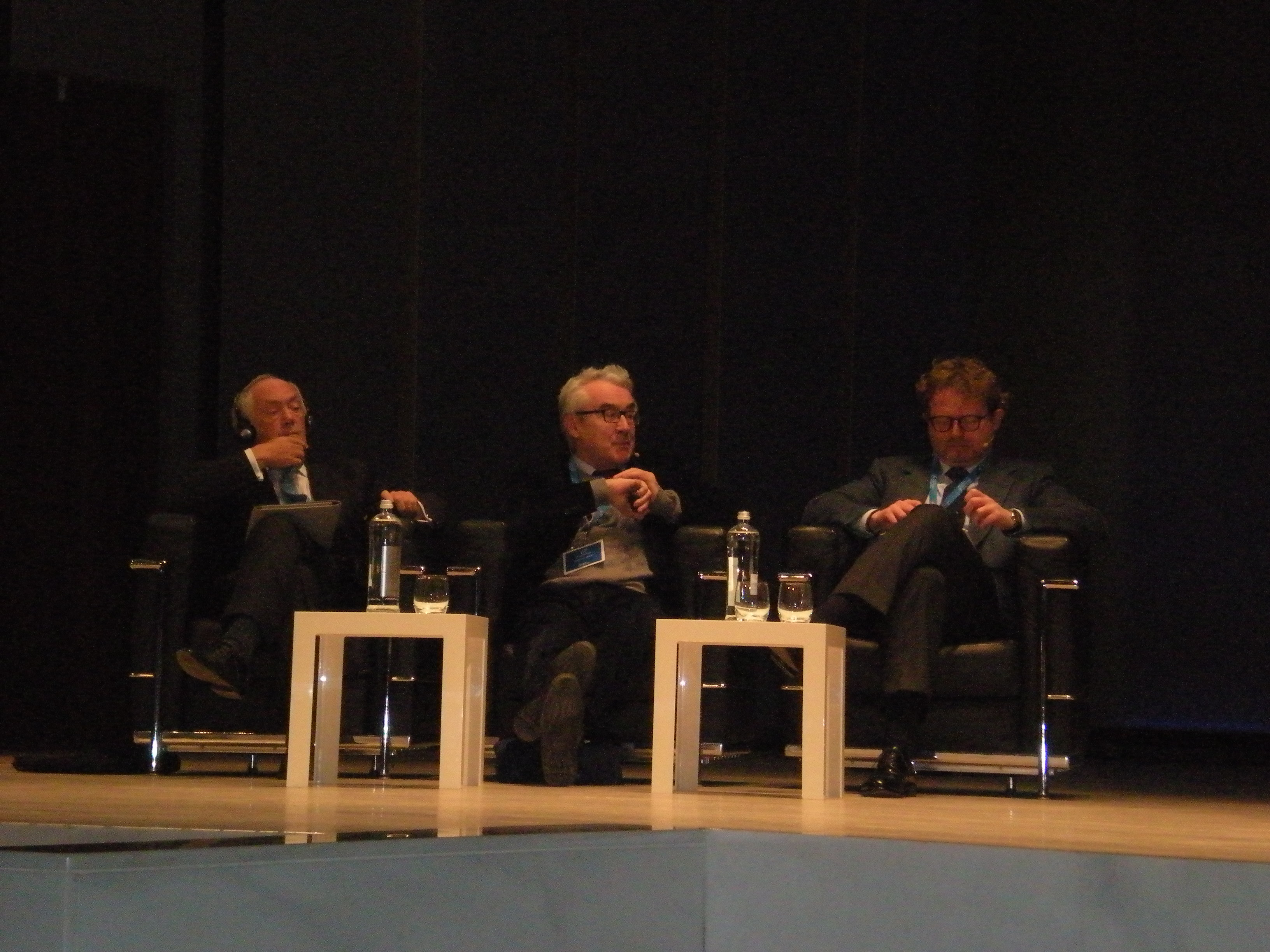
Peter Atkins (il primo da sinistra) con il filosofo italiano Giulio Giorello e Giuseppe Testa. direttore del Laboratorio di Epigenetica delle cellule staminali, alla conferenza mondiale Science for Peace - Aula Magna Università Bocconi di Milano - 16 novembre 2013

- The Creation, W.H.Freeman & Co Ltd, 1981, ISBN 0-7167-1350-0. Edizione italiana: La creazione: Saggio sul riduzionismo estremo e sul razionalismo militante, Trad. di Bruno Vitale, Bologna: Zanichelli, 1985
- The Second Law. New York: W. H. Freeman. 1987. Edizione italiana: Il secondo principio, Trad. di Marco Silari, Bologna: Zanichelli, 1988. ISBN 88-08-05338-5
- Creation revisited, W.H.Freeman & Co Ltd, 1993, ISBN 0-7167-4500-3.
- The Periodic Kingdom: A journey into the land of the chemical elements. London: Weidenfeld & Nicolson. 1995. Edizione italiana: Il Regno periodico. Viaggio nel mondo degli elementi chimici, Chiavi di lettura a cura di Lisa Vozza e Federico Tibone, Bologna: Zanichelli, 2008. ISBN 9788808066657
- "The limitless power of science." in: Nature's Imagination, Oxford University Press, 1995, ISBN 0-19-851775-0.
- Atkins' Molecules, Cambridge University Press, 2003, ISBN 0-521-53536-0. (Google books)
- Galileo's Finger: The Ten Great Ideas of Science, Oxford University Press, 2003, ISBN 0-19-860941-8. (Google books). Edizione italiana: Il dito di Galileo: le dieci grandi idee della scienza, Trad. di Salvatore Romano, Milano: Raffaello Cortina Editore, 2004. ISBN 88-7078-907-1
- Four Laws That Drive the Universe, Oxford University Press, 2007, ISBN 0-19-923236-9.
- What is Chemistry?, Oxford University Press, 2013, ISBN 0199683980. Edizione italiana: Che cosa è la chimica? Un viaggio nel cuore della materia, Chiavi di lettura a cura di Lisa Vozza, Bologna: Zanichelli, 2015. ISBN 978-8808621177. Vincitore del Premio Asimov per il 2016.

### Opere universitarie
- General chemistry. Edizione italiana: Chimica generale, Bologna: Zanichelli, 1992. ISBN 88-08-15276-6
- Edizione italiana: Fondamenti di chimica, Bologna: Zanichelli, 1992, ISBN 88-08-10478-8
- The elements of physical chemistry. Edizione italiana: Elementi di chimica fisica, Trad. di Manlio Guardo, Bologna: Zanichelli, 1994. ISBN 88-08-13146-7
- Quanta: A Handbook of Concepts. Oxford University Press. 1991.
- (con Loretta Jones) Chemical Principles. New York: W. H. Freeman, 2001. Edizione italiana: Principi di chimica, Trad. di Manlio Guardo, Bologna: Zanichelli, 2002, ISBN 88-08-09103-1
- (con Ronald S. Friedman),  Molecular Quantum Mechanics, Oxford University Press, 2005, ISBN 0-19-927498-3. Edizione italiana: Meccanica quantistica molecolare, Trad. di Manlio Guardo, Bologna: Zanichelli, 2000. ISBN 88-08-09801-X
- (con Julio De Paula)  Physical Chemistry, 8th ed, Oxford University Press, 2006, ISBN 0-19-870072-5. Edizione italiana: Chimica fisica, Bologna: Zanichelli, 1982
- (con D. F. Shriver)  Inorganic Chemistry, 4th ed, W.H.Freeman & Co Ltd, 2006, ISBN 0-7167-4878-9.